# Vale de Sacramento
O Vale de Sacramento é a área do Vale Central do estado norte-americano da Califórnia que fica ao norte do delta do Rio Sacramento-San Joaquin. Ele abrange, totalmente ou em parte, nove municípios. Embora muitas áreas do Vale do Sacramento sejam rurais, sendo a agricultura a sua principal atividade econômica, ele contém várias áreas urbanas, incluindo a capital do estado, Sacramento.

## Geografia
O rio Sacramento e seus afluentes dominam a geografia do Vale do Sacramento. As várias cadeias de montanhas (Coast Range, a oeste, montanhas Siskiyou, ao norte, e a Sierra Nevada, a leste), que definem a forma do vale, fornecem água para usos agrícola, industrial, residencial e para lazer. A maioria dos rios são fortemente represados e desviados.

O terreno do Vale de Sacramento é formado, principalmente, por planícies de vegetação rasteira, que se tornam mais exuberantes conforme a sombra da chuva se move da formação rochosa Coast Range em direção a Sierra Nevada. Ao contrário do Vale de San Joaquin, que em seu estado pré-irrigação foi área de vegetação árida, o Vale de Sacramento, menos árido, tinha extensões significativas de floresta antes da chegada dos colonos europeus, cuja maior parte foi cortada durante a corrida do ouro da Califórnia e da onda de imigração de americanos brancos, embora ainda existam algumas áreas densamente povoadas de árvores, como a maior área de Sacramento.  

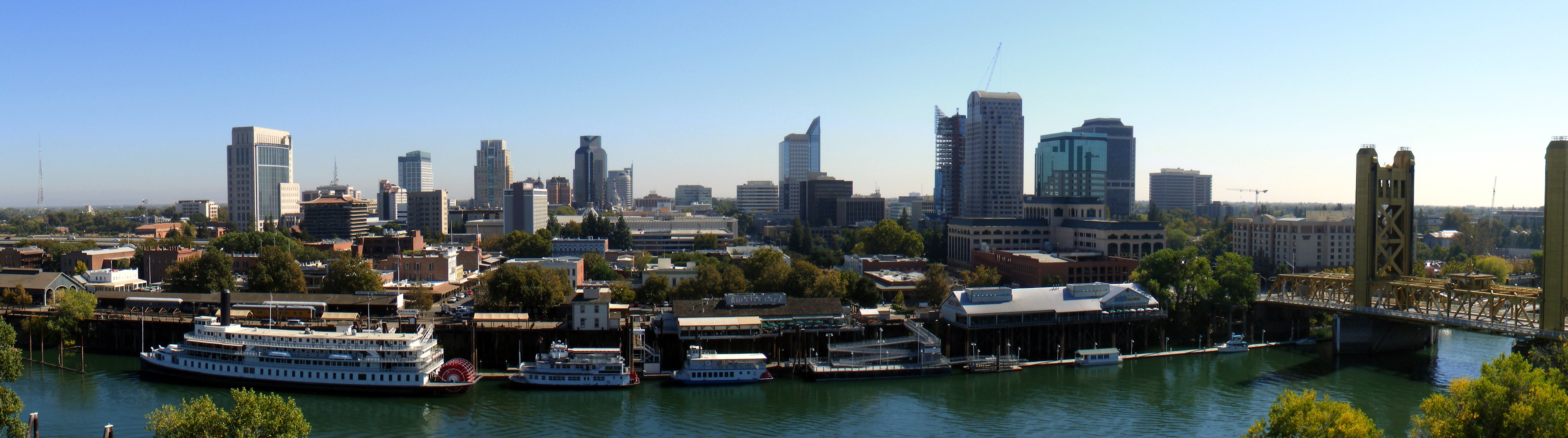
Vista da cidade de Sacramento

Regiões montanhosas são mais comuns a partir do sul da cidade de Corning até Shasta Lake City. Estas são conhecidas como Valley Hills e começam ao sul dos condados de Tehama e Glenn, próximo a Corning. Há também alguns montes em Red Bluff e Corning. Há uma cadeia maior de montanhas entre Cottonwood e Red Bluff conhecida como o Cottonwood Hills, e há a Cottonwood Ridge entre Anderson e Cottonwood. Há algumas colinas em Redding, um pouco mais do que em Red Bluff.
Uma característica geográfica distinta do Vale de Sacramento é o Sutter Buttes. Apelidado de menor cadeia de montanhas do mundo, consiste em restos de um vulcão extinto e está localizado nos arredores de Yuba City, 70 quilômetros ao norte de Sacramento.
Os dois principais rios da região - Sacramento e American River, trazem água do sul e oeste de Sierra Nevada até o delta dos rios Sacramento-San Joaquin, o qual fornece água para dois terços da polução do estado da Califórnia. Outros rios importantes para a região são o Cosumnes, Feather, Bear e Yuba.

## Agricultura
A fertilidade do solo no Vale de Sacramento permite uma ampla variedade de cultura agrícola. No vale são produzidos, maioritariamente, arroz, árvores e pastagens irrigadas. São produzidas, ainda, amêndoas, nozes, ameixas, pêssegos, tomates, trigo, azeitonas, milho, alfafa, pera, girassóis, uva, kiwi e feno.